# Salih Bora
Salih Bora (ur. 23 sierpnia 1953 w Tirebolu) – turecki zapaśnik w stylu klasycznym. Dwukrotny olimpijczyk. Siódmy w Montrealu 1976  i czwarty w Los Angeles 1984. Startował w kategorii 48 kg.
Zdobył trzy srebrne medale w mistrzostwach świata, w 1977, 1981 i 1982. Brązowy medal mistrzostw Europy w 1981. Złoty medal na igrzyskach śródziemnomorskich w 1977 i 1979, brązowy w 1983 roku.